# Rosemarie de Vos
Rosemarie de Vos (Mol, 4 april 1979) is een Vlaams jeugdauteur en illustrator.

## Leven
Als kind wilde Rosemarie de Vos dierenarts worden, maar ze hield altijd al van verftubes leegknijpen, potloodslijpsel en grafiet. Ze volgde Beeldende Kunst in het secundair onderwijs en daarna studeerde ze Toegepaste Grafiek aan de Provinciale Hogeschool Limburg in Hasselt. Lange tijd combineerde ze illustreren met een halftijdse baan. Sinds 2008 is ze voltijds illustrator.

## Werk
Rosemarie de Vos’ eerste prentenboek, Lies en Kleine Kater, verscheen in 2001. Het behandelt een delicaat thema als de dood op een toegankelijke manier – Lies’ lievelingspoes wordt doodgebeten door een grote hond – en werd ondertussen ook uitgegeven in Frankrijk, Denemarken en Korea. Verder is Rosemarie de Vos auteur-illustrator van de reeks rond het konijntje Nops, en illustreert ze ook werk van andere auteurs, bijvoorbeeld Poes droomt van avontuur met een tekst van Brigitte Minne in 2004. Van die auteur illustreert ze ook verschillende eerstelezersboekjes.
De expressieve stijl van Rosemarie de Vos – ze werkt het liefst met acrylverf – is erg herkenbaar. Doorgaans start ze van een zwarte (soms een rode of blauwe) grondlaag die ze helemaal opvult met felle kleuren. Enkel de zwarte randen blijven over, maar hier en daar schemert een stukje van de donkere achtergrond door. De verfstructuur zorgt voor een ruw karakter van de illustraties.